# Deval Patrick
Deval Laurdine Patrick (sinh ngày 31 tháng 7 năm 1956) là Thống đốc thứ 71 tiểu bang Massachusetts, Hoa Kỳ. Là một thành viên của Đảng Dân chủ, Patrick đã đảm nhiệm cương vị Trợ lý Bộ trưởng Tư pháp Hoa Kỳ dưới thời Tổng thống Bill Clinton. Ông là thống đốc bang đầu tiên người Mỹ gốc Phi.
Mẹ ông là một người mẹ đơn thân, sinh ra và lớn lên ở phía Nam Chicago, Patrick đã giành được học bổng của Học viện Milton ở Massachusetts khi cậu bé học lớp 8. Ông vào học Đại học Harvard và Trường Luật Harvard. Sau khi tốt nghiệp, ông hành nghề luật với NAACP Legal Defense and Educational Fund. Sau đó, ông gia nhập một công ty luật Boston, nơi ông được đặt tên là một đối tác ở tuổi 34. Năm 1994, Tổng thống Bill Clinton bổ nhiệm ông làm Trợ lý Bộ trưởng Tư pháp Patrick cho Phòng Dân Quyền của Bộ Tư pháp, nơi ông làm việc về các vấn đề bao gồm cả hồ sơ chủng tộc và hành vi sai trái của cảnh sát. Patrick trở lại Boston vào năm 1997 để làm việc trong lĩnh vực luật tư nhân. Trong những năm sau ông làm tổng cố vấn cho Texaco ở New York City và Coca-Cola ở Atlanta, đã được cả hai phải đối mặt với nhiều vụ giải quyết phân biệt chủng tộc.
Khi ông tuyên bố ra tranh cử cho cuộc bầu cử thống đốc năm 2006 tại Massachusetts, Patrick bước đầu đã được xem như là một ứng cử viên ngựa đen, nhưng cuối cùng đã giành được thắng lợi trước chính trị gia kỳ cựu Thomas Reilly và Chris Gabrielli. Ông đã đánh bại ứng cử viên Đảng Cộng hòa, Phó thống đốc Kerry Healey trong cuộc tổng tuyển cử, và nhậm chức tháng 1 năm 2007. Trong nhiệm kỳ đầu tiên của mình, Patrick giám sát việc thực hiện các chương trình chăm sóc y tế của tiểu bang năm 2006, gia tăng quỹ cho khoa học giáo dục và đời sống, đã làm việc với các cơ quan lập pháp để bảo vệ tính hợp pháp của hôn nhân đồng tính, và gia tăng thuế suất bán hàng của tiểu bang từ 5% đến 6,25%. Hai đợt đấu tranh lập pháp để triển khai các casino cờ bạc không thành công: ông không thể chiến thắng sự chấp thuận của Hạ viện tháng 3 năm 2008, và ông phủ quyết một dự luật được thông qua bởi cơ quan lập pháp vào tháng 8 năm 2010. Trong suốt nhiệm kỳ của mình, Patrick phải đối mặt với một cuộc suy thoái kinh tế và những chỉ trích đối với một số sai lầm chính trị.
Patrick đã tái đắc cử trong cuộc bầu cử thống đốc năm 2010 giành thắng lợi trước ứng cử viên Đảng Cộng hòa độc lập Charlie Baker và Tim Cahill. Nhiệm kỳ thứ hai của ông bắt đầu vào tháng 1 năm 2011.